# Résolution 956 du Conseil de sécurité des Nations unies
Membres permanents
- Chine
- États-Unis
- France
- Royaume-Uni
- Russie

Membres non permanents
- Argentine
- Brésil
- Djibouti
- Espagne
- Nigéria
- Nouvelle-Zélande
- Oman
- Pakistan
- République tchèque
- Rwanda

Résolution no 955 Résolution no 957
La résolution 956 du Conseil de sécurité des Nations Unies, adoptée à l'unanimité le 10 novembre 1994, a mis fin à la tutelle internationale sur les Palaos.
Agissant en vertu du Chapitre XII de la Charte des Nations unies qui a établi le système de tutelle des Nations unies, et rappelant la résolution 21 (1947) qui  a placé sous tutelle le territoire des îles sous mandat japonais (connues depuis sous le nom de le Territoire sous tutelle des îles du Pacifique), le Conseil de sécurité a déterminé que, à la lumière de l'entrée en vigueur d'un nouvel accord sur le statut de la République des Palaos, les objectifs de l'accord de tutelle avaient été réalisés et a donc mis fin au statut des Palaos en tant que territoire sous tutelle. 
Le Conseil a noté que les États-Unis étaient l'autorité administrante du territoire sous tutelle et était convaincu que le peuple des Palaos avait librement exercé son droit à l'autodétermination en approuvant le nouvel accord sur le statut. L'adhésion des Palaos aux Nations Unies a été approuvé dans la résolution 963.

## Voir également
- Traité de libre-association
- Résolution 683 du Conseil de sécurité des Nations unies
- Territoires sous tutelle des Nations unies